# Code::Blocks
Code::Blocks è un IDE libero, open source e multipiattaforma. È scritto in C++ usando wxWidgets. Usando un'architettura basata su plugin, le sue capacità e caratteristiche sono estese proprio dai plugin installati. Attualmente, Code::Blocks è orientato verso il C/C++.
Code::Blocks è disponibile per Windows, Linux e macOS.

## Caratteristiche

### Caratteristiche relative al compilatore
- Supporto per diversi compilatori
  - MinGW / GCC C/C++
  - Digital Mars C/C++
  - Digital Mars D (con alcune limitazioni)
  - SDCC (Small device C compiler)
  - Microsoft Visual C++ Toolkit 2003
  - Microsoft Visual C++ Express 2005 (con alcune limitazioni)
  - Borland C++ 5.5
  - Watcom
  - Compilatore Intel C++
  - GNU Fortran
  - GNU ARM
  - GNU GDC
- Progetti multi-target
- Supporto per ambienti di lavoro (workspace)
- Importazione progetti da Dev-C++
- Importazione progetti e workspace da MSVC

### Caratteristiche dell'interfaccia
- Evidenziazione del codice
- Code folding
- Autocompletamento del codice
- Browser delle classi
- Motore di scripting Squirrel
- Gestione della lista delle attività da completare (To-do list) tra utenti diversi
- Supporto Devpack (i pacchetti d'installazione di Dev-C++)
- Plugin wxSmith, strumento RAD (Rapid application development) basato su wxWidgets